# 送致
送致（そうち）とは、同種類の機関相互間で送り届ける移送に対し、ある公的機関が法令の規定に基づき、取り扱っている案件を処理する権限と責任を別の公的機関に移転する手続をいう。

## 概要
送致の例として、司法警察員の検察官に対する事件送致（刑事訴訟法203条、211条、216条、246条本文）がある。マスコミ報道においては、事件が検察官に送致されることを送検と呼びならわしている。このうち、被疑者の身柄を拘束しないで検察官に送致する場合を、特に書類送検と呼んでいる。
警察官は原則として逮捕後48時間以内に検察官に送致手続をとらねばならないが（刑事訴訟法203条）、実際問題として、被疑者の仮眠・食事などの時間や捜査員の労働時間などを考慮し、送致すべき時間を伸ばすべきであるという主張もなされている。

### その他
この他の送致の例としては、少年保護手続に関して、検察官の家庭裁判所に対する少年の被疑事件の送致（少年法42条前段）、家庭裁判所による非行少年の少年院送致（少年法24条3項）、児童自立支援施設送致（少年法24条2項）、検察官への逆送または検送（少年法20条1項）などがある。
法令における用例としては、人の扱いを含む場合に送付ではなく送致という文言が使われている状況が存在するが、意味的には送致は送付と同じ意味であるとされている。
法令用語改正要領では、「送致」は、「送付」、「送る」と表記することとされている。